# UGC 2709
PGC 12705 = UGC 2709 ist eine Spiralgalaxie vom Hubble-Typ SABb im Sternbild Perseus am Nordsternhimmel. Sie ist schätzungsweise 234 Millionen Lichtjahre von der Milchstraße entfernt. Gemeinsam mit  drei anderen Galaxien bildet sie die Galaxiengruppe "LGG 89".

## UGC 2709-Gruppe (LGG 89)
| Galaxie   | Alternativname | Entfernung/Mio. Lj |
| --------- | -------------- | ------------------ |
| PGC 12705 | UGC 2709       | 231                |
| UGC 2637  | PGC 12227      | 233                |
| UGC 2685  | PGC 12549      | 229                |
| IC 304    | PGC 12080      | 236                |